# Tony Bevilacqua
Tony Bevilacqua (nascido em 23 de julho de 1976), é o atual guitarrista da banda Spinnerette. Bevilacqua foi membro da banda The Distillers e tocou no terceiro álbum e de maior sucesso Coral Fang, que entrou na US Billboard Album Top 200 Chart na posição #96 em Outubro de 2003. Ele usou o nome de "Tony Bradley" enquanto era do The Distillers.